# Irisbus Domino
Irisbus Domino — туристический комфортабельный автобус особо большой вместимости, выпускаемый компаниями Iveco и Irisbus в 1998—2011 годах. Вытеснен с конвейера моделью Irisbus Magelys.

## Первое поколение (1998—2001)
Первое поколение производилось в 1998—2001 годах под названием Domino GTS (Iveco 391). За основу автобуса было взято итальянское шасси Fiat 370S от компании Carrozzeria Orlandi. Длина автобуса составляет 12 метров, всего автобус вмещает 53 пассажира. На автобус ставили дизельный двигатель внутреннего сгорания Iveco 8460.41 N объёмом 9500 см3, мощностью 352 л. с. Автобус производился параллельно с Irisbus Iliade, выпускавшемся в 1996—2006 годах.

## Второе поколение (2001—2007)
Второе поколение производилось в 2001—2007 годах под названием Domino GT/2001 (Iveco 397E). Компания Carrozzeria Orlandi теперь слилась с компанией Iveco, и название первой было отложено.

## Третье поколение (2007—2011)
Современная версия Domino производилась в 2007—2011 годах под названием Irisbus New Domino. Теперь на автобусы ставили двигатели  FPT-Iveco Cursor 10 Евро-5. 2550-миллиметровая ширина позволяет пассажирам передвигаться по салону. В 2011 году производство Irisbus Domino было заморожено в пользу Irisbus Magelys, который выпускался в 2007—2020 годах и вытеснил с конвейера модель Irisbus Iliade.

## Классификация
- Domino HD — обозначение базовых моделей.
- Domino HDH — обозначение моделей, удлинённых на несколько метров[2].